# Marcelo Maidana
Marcelo Omar Maidana (Rosario, 7 de enero de 1979) es un futbolista argentino, de destacada trayectoria en el fútbol venezolano. Se desempeña como defensor y su debut fue con la casaca de Rosario Central. Actualmente defiende los colores del Club Sportivo Rivadavia de San Genaro, equipo perteneciente a la Liga Regional Totorense de fútbol, en la provincia de Santa Fe.

## Carrera
Luego de realizar las divisiones juveniles en Central, Maidana debutó en el primer equipo durante el Torneo Apertura 2002; fue en el cotejo de la 13.ª fecha ante Talleres de Córdoba en el Gigante de Arroyito, y que finalizó empatados en dos tantos. El entrenador canalla era César Menotti. Si bien se mantuvo en el plantel hasta la finalización de la temporada 2002-03, aquel fue su único partido oficial defendiendo la casaca auriazul.
Continuó su carrera en el Campeonato de Primera B Nacional; en la temporada 2003-04 fichó para Comisión de Actividades Infantiles de Comodoro Rivadavia, mientras que en el Campeonato 2004-05 lo hizo por Gimnasia y Esgrima de Jujuy. Con el Lobo ganó el Torneo Clausura de la temporada, lo que le valió jugar la final por el primer ascenso a Primera División versus Tiro Federal, cayendo derrotado. Disputó la final por el segundo ascenso contra Huracán, resultando vencedor y obteniendo el pase al círculo máximo del fútbol argentino.
Durante el segundo semestre de 2005 tuvo su primera incursión en el fútbol venezolano, al ser contratado por Mineros de Guayana. Retornó a Argentina para jugar en Atlético Tucumán en el Torneo Argentino A hasta mediados de 2007. Fue entonces cuando regresó a Venezuela, jugando durante cuatro temporadas para Deportivo Italia, que en 2010 cambió su nombre a Deportivo Petare. Con este equipo fue campeón del Torneo Apertura 2008, perdiendo luego la final por el título de la temporada ante Caracas Fútbol Club.
Fue traspasado al ACD Lara en 2011, convirtiéndose en referente del club al jugar durante cuatro años, obteniendo en la temporada 2011-12 los torneos Apertura y Clausura y por lo tanto consagrándose campeón anual. Disputó además con esta casaca 13 partidos por Copa Libertadores y 5 por Copa Sudamericana.
Desde mediados de 2015 se desempeña en Sportivo Rivadavia de San Genaro, club participante de la Liga Totorense, torneo regional en la provincia de Santa Fe.

## Clubes
| Club                               | País      | Año       |
| ---------------------------------- | --------- | --------- |
| Rosario Central                    | Argentina | 2002-2003 |
| Comisión de Actividades Infantiles | Argentina | 2003-2004 |
| Gimnasia y Esgrima de Jujuy        | Argentina | 2004-2005 |
| Mineros de Guayana                 | Venezuela | 2005      |
| Atlético Tucumán                   | Argentina | 2006-2007 |
| Deportivo Petare                   | Venezuela | 2007-2011 |
| ACD Lara                           | Venezuela | 2011-2015 |

## Palmarés
| Equipo                      | País      | Título                     | Año     |
| --------------------------- | --------- | -------------------------- | ------- |
| Gimnasia y Esgrima de Jujuy | Argentina | Ascenso a Primera División | 2005    |
| Deportivo Petare            | Venezuela | Apertura                   | 2008    |
| ACD Lara                    | Venezuela | Apertura                   | 2011    |
| ACD Lara                    | Venezuela | Clausura                   | 2012    |
| ACD Lara                    | Venezuela | Anual                      | 2011-12 |